# 東京都立青山高等学校の人物一覧
東京都立青山高等学校の人物一覧（とうきょうとりつあおやまこうとうがっこうのじんぶついちらん）
東京都立青山高等学校の出身者・関係者一覧。

## 著名な出身者

### 政治・行政
- 赤羽一嘉 - 衆議院議員、国土交通大臣兼水循環政策担当大臣、経済産業副大臣兼内閣府副大臣
- 江端貴子 - 衆議院議員
- 片山大介 - 参議院議員
- 久保田后子 - 宇部市長
- 柴野たいぞう - 衆議院議員（中退）
- 正林督章 - 医師、厚生労働技官、第17代厚生労働省健康局長
- 坂本光一 - 東京都教育委員会委員長
- 関口芳史 - 十日町市長、三条市助役
- 関谷保夫 - 東京都副知事
- 谷川和穂 - 衆議院議員、第49代法務大臣、第41代防衛庁長官
- 堤功一 - 日本ハンガリー友好協会顧問、駐ハンガリー大使、外務省大臣官房審議官
- 堂之脇光朗 - 外務省参与、日本紛争予防センター副会長、駐メキシコ大使
- 西宮伸一 - 外務審議官、駐ニューヨーク総領事、外務省北米局長
- 丹羽克彦 - 国土交通省道路局長[1]
- 林文子 - 第30-32代横浜市長
- 平岡千之 - 駐モロッコ大使、駐ポルトガル大使、迎賓館館長
- 山下新太郎 - 日本台湾交流協会台北事務所長、駐大韓民国大使

### 経済
- 雨宮正佳 - 日本銀行副総裁
- 岡本毅 - 東京ガス社長、日本経団連副会長、日本ガス協会会長
- 金子英樹 - シンプレクス・ホールディングス創業者・社長
- 関根愛子 - 元日本公認会計士協会会長
- 津谷正明 - ブリヂストン会長兼CEO、日本自動車タイヤ協会会長
- 奥本英一朗 - 大和総研顧問、元大和総研会長、日本証券業協会会長
- 増田宰 - アストモスエネルギー社長、日本LPガス団体協議会会長
- 矢嶋英敏 - 島津製作所会長
- 小林一郎 - ソーシャルエコノミスト、青山学院大学特任教授、戦略コンサルタント、欧州復興開発銀行 シニアインダストリアルアドバイザー

### 法曹
- 早稲田祐美子 - 弁護士（日本弁護士連合会副会長、第二東京弁護士会会長）

### 学問
- 野田一夫 - 日本総合研究所会長、社会開発研究センター理事長、多摩大学名誉学長
- 宇津徳治 - 東京大学名誉教授
- 大塚淳 - 横浜国立大学名誉教授
- 大坪檀 - 静岡産業大学総合研究所長、静岡産業大学元学長、学校法人新静岡学園学園長
- 屋山太郎 - 政治評論家
- 明畠高司 - 東京工業大学名誉教授、元山口東京理科大学学長、元日本学術会議会員
- 加藤哲夫 - 前早稲田大学教授
- 小池滋 - 東京都立大学 (1949-2011)名誉教授
- 岡部達味 - 東京都立大学名誉教授
- 清成忠男 - 法政大学名誉教授・元総長、日本キャリアデザイン特別顧問
- 奥田道大 - 立教大学名誉教授
- 村田昭治 - 慶應義塾大学名誉教授
- 池井優 - 慶應義塾大学名誉教授
- 松野茂 - 国立音楽大学名誉教授、コントラバス奏者
- 小田英郎 - 慶應義塾大学名誉教授、元敬愛大学学長
- 本間正義 - 西南学院大学教授、東京大学名誉教授
- 大津留厚 - 神戸大学名誉教授
- 深澤英隆 - 一橋大学教授
- 髙橋裕子 - 津田塾大学学長、国際女性史連盟（IFRWH）会長、元アメリカ学会会長、元日本アメリカ史学会運営委員会代表、日本学術会議会員
- 田島正行 - 明治大学教授
- 藤原和博 - 元大阪府特別顧問、東京都杉並区立和田中学校元校長、元リクルートフェロー
- 酒井啓子 - 千葉大学教授
- 大串和雄 - 東京大学教授
- 富田因則 - 静岡大学グリーン科学技術研究所教授
- 山田家正 - 小樽商科大学元学長・名誉教授
- 押谷仁 - 東北大学大学院医学系研究科微生物学分野教授
- 河西千秋 - 札幌医科大学医学部教授
- 宮脇典彦 - 法政大学教授・前経済学部長
- 辻井達一 - 北海道大学教授
- 齊藤英治- - 東京大学教授
- 村田啓子 - 首都大学東京教授、元内閣府経済社会総合研究所上席主任研究官、経済企画庁月刊誌「ESP」元編集長
- 高窪統 - 元中央大学理工学部教授
- 姜徳相 - 元一橋大学教授、元滋賀県立大学名誉教授

### 文化
- 小杉太一郎 - 作曲家
- 今井重幸 - 作曲家
- 池野成 - 作曲家
- 坂崎紀 - 音楽学者、聖徳大学教授
- 鎌田俊哉 - 音楽プロデューサー
- 岡田光雄 - パズル作家
- 藤原英司 - 作家
- つのだじろう - 漫画家
- 内井昭蔵 - 建築家
- 若松均 - 建築家
- 今永和利 - 建築家
- 井上鑑 - 作曲家
- 守屋純子 - ジャズピアニスト
- 安部王子 - 音楽プロデューサー
- 貫井徳郎 - 作家
- 玉置勉強 - 漫画家
- 齋藤真也 - 作曲家、編曲家
- 石井裕 - ギタリスト
- 鈴村裕輔 - 野球史研究家
- 海野和男 - 昆虫写真家

### 芸能
- 若林映子 - 女優、「ボンドガール」
- 鈴木昭生 - 俳優
- 柳家小三治 - 落語家、一般社団法人落語協会前会長、人間国宝
- 鷲津名都江 - 元女優、元目白大学教授
- 草刈正雄 - 俳優 / 定時制卒業。福岡県立小倉西高校から編入
- 益戸育江 - 女優
- 那須佐代子 - 女優
- 小池朝雄 - 俳優、声優
- 仲本工事 - タレント
- 橋爪功 - 俳優 / 天王寺高校から編入
- 石田純一 - 俳優
- 横山剣 - 歌手 / 定時制課程に在籍休学のまま卒業せず
- KONTA - 歌手（BARBEE BOYSボーカル）
- 横田栄司 - 文学座俳優
- 堀江一眞 - 俳優、声優、アットマーク国際高校特別講師
- 尾崎右宗 - 俳優
- 上原ゆかり - 元女優
- 石田ゆり子 - 女優 / 都立桜町高校から編入[2]
- 五代新一 - 俳優
- 山田由梨 - 女優
- ミンキー・ヤス - タレント、ラジオパーソナリティ

### 放送・マスコミ
- 松尾紀子 - フジテレビアナウンサー
- 八塩圭子 - フリーアナウンサー
- 佐藤亜樹 - テレビ神奈川アナウンサー
- 滝川クリステル - フリーアナウンサー
- 小郷知子 - NHKアナウンサー
- 三戸部聡大 - NHKアナウンサー
- 加藤青延 - NHK解説主幹、NHK中国総局長、ギャラクシー賞受賞者
- 峯村健司 - 朝日新聞記者、ボーン・上田記念国際記者賞受賞者
- 晴山紋音 - 気象予報士
- 大島璃音 - ウェザーニューズ気象キャスター

### スポーツ
- 柴田宏 - 元陸上競技三段跳び選手
- 塩崎優衣 - 女子ラグビー選手

### その他
- 奥浩平 - 学生運動家・『青春の墓標』の著者